# لوزو دي كادوري
لوزو دي كادوري (بالإيطالية: Lozzo di Cadore)‏ هي بلدية في مقاطعة بلونة في منطقة فنيتة الإيطالية، وتقع على بعد 120 كيلومترًا (75 ميلًا) شمال مدينة البندقية و45 كيلومترًا (28 ميلًا) شمال شرق بلونة.